# Neyraudia

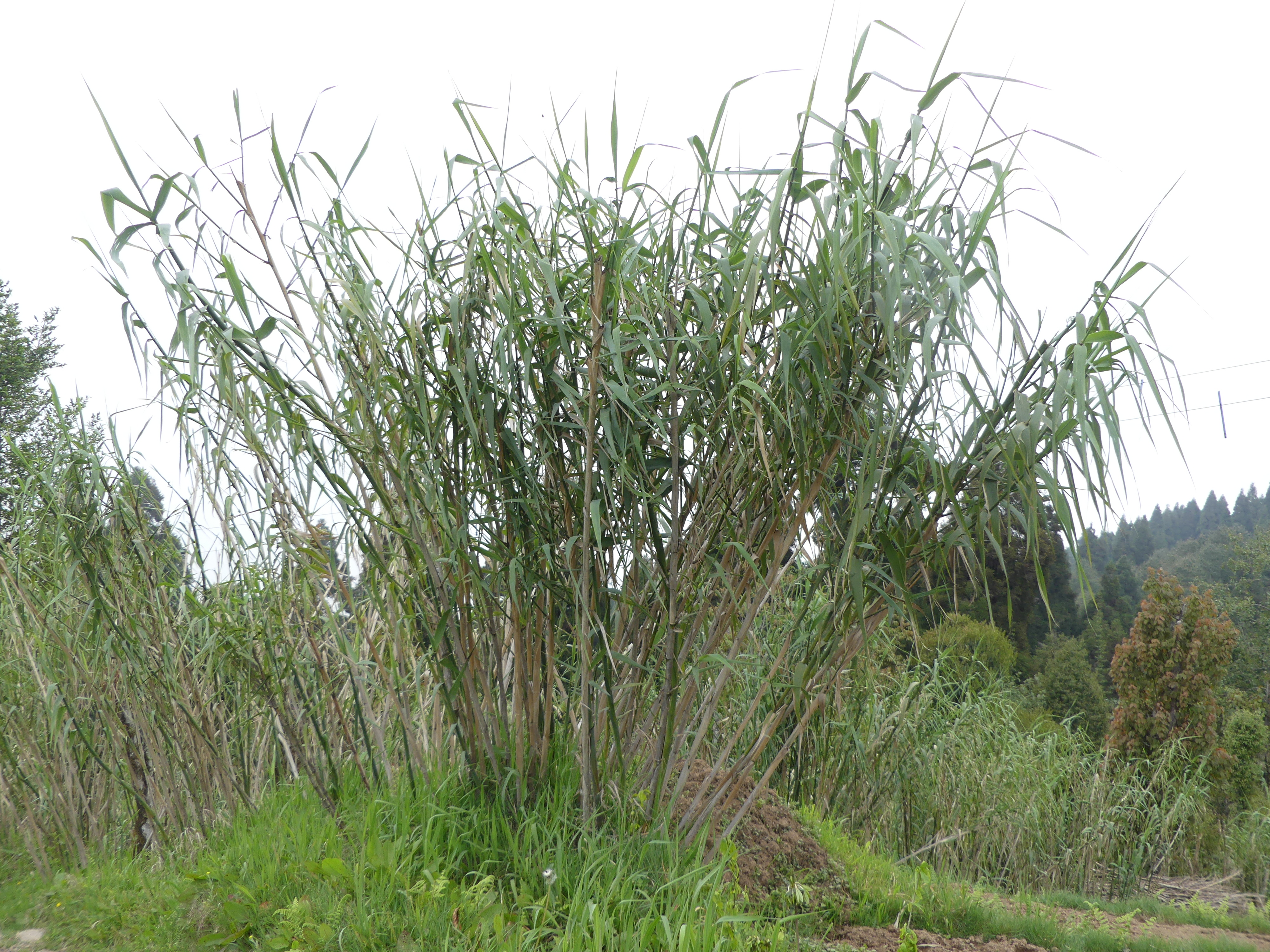
Espécimen de Neyraudia reynaudiana en el norte de Bengala.

Neyraudia  es un género de planta con flor,  perteneciente a la familia de las poáceas. Es originario de África, Madagascar y China.

## Etimología
Neyraudia es el anagrama del género Reynaudia de la misma familia.

## Especies
- Neyraudia acarifera
- Neyraudia arundinacea
- Neyraudia curvipes
- Neyraudia fanjingshanensis
- Neyraudia madagascariensis
- Neyraudia mezii
- Neyraudia montana
- Neyraudia reynaudiana
- Neyraudia thouarsii